# شنیس جانسون
شنیس جانسون (انگلیسی: Shenise Johnson؛ زادهٔ ۸ دسامبر ۱۹۹۰) بازیکن بسکتبال اهل ایالات متحده آمریکا است.
وی در مسابقات کشوری و بین‌المللی در مجموع برندهٔ ۱ مدال طلا شده‌است.